# James Ferguson (antropolog)
James Ferguson (ur. 16 czerwca 1959, zm. 14 lutego 2025) – amerykański antropolog.
Prowadził badania w Lesotho i w Zambii. Badania Fergusona dotyczą kwestii krytycznej polityki rozwoju, globalnego systemu gospodarczego, modernizmu i postmodernizmu, rzeczywistych i wyobrażonych miejsc i relacji przestrzennych władzy. Studia ukończył na Uniwersytecie Kalifornijskim w Santa Barbara. Tytuł profesorski uzyskał na Uniwersytecie Harvarda. Następnie był związany jest z Uniwersytetem Stanforda.

## Publikacje
Książki
- The Antipolitics Machine: „Development,” Depoliticization and Bureaucratic Power in Lesotho. Cambridge University Press, 1990
- Culture, Power, Place: Explorations in Critical Anthropology. Duke University Press, 1997.
- Anthropological Locations: Boundaries and Grounds of a Field Science. University of California Press, 1997.
- Expectations of Modernity: Myths and Meanings of Urban Life on the Zambian Copperbelt. University of California Press, 1999.
- Global Shadows: Africa in the Neoliberal World Order. Duke University Press, 2006.

Pozostałe publikacje
- „Demoralizing economies: African socialism, scientific capitalism, and the moral politics of 'structural adjustment'”, in Sally Falk Moore (ed.), Moralizing States: The Ethnography of the Present, AES Monograph Series, American Ethnological Society, 1993.
- „Paradoxes of sovereignty and independence: ‘real’ and ‘pseudo’ nationstates and the depoliticization of poverty”, in Karen Fog Olwig and Kirsten Hastrup (eds.), Siting Culture: The Shifting Anthropological Object. Routledge, 1996.
- “Anthropology and its evil twin: development in the constitution of a discipline,” in Frederick Cooper and Randall Packard (eds.), International Development and the Social Sciences. University of California Press, 1997.
- La réponse au critiques de James Ferguson”, Politique Africaine No. 81, March 2001.
- “Decomposing modernity: history and hierarchy after development,” in Ania Loomba, Suvir Kaul, Matti Bunzl, Antoinette Burton, and Jed Esty(eds.), Postcolonial Studies and Beyond, Duke University Press, 2005.
- “The social life of ‘cash payment’: Money, markets, and the mutualities of poverty.” In Edward F. Fischer and Peter Benson (eds.), Cash on the Table: Markets, Values, and Moral Economies. Santa Fe, NM: SAR Press, 2013

Źródła: 